# Georgij Leonidovič Pjatakov
Georgij Leonidovič Pjatakov (indicato anche come Jurij o Grigorij Pjatakov; in russo Георгий Леонидович Пятаков?; Maryjnskij, 6 agosto 1890 – Mosca, 30 gennaio 1937) è stato un rivoluzionario bolscevico ucraino, organizzatore dell'industria pesante sovietica, giustiziato nel periodo delle grandi purghe staliniane.

## Biografia
Nel 1912, Pjatakov aderì alla fazione bolscevica del Partito Operaio Socialdemocratico Russo, ma lo stesso anno fu arrestato dal regime zarista e mandato in esilio in Siberia assieme alla compagna Evgenia Bosh. In seguito entrambi scapparono riuscendo a raggiungere in Svizzera la comunità dei rivoluzionari emigrati. Durante la rivoluzione guidò i bolscevichi di Kiev, egemoni nel soviet cittadino.
Tuttavia la città era abitata prevalentemente da russi ed ebrei, come del resto gran parte degli esponenti del Partito, e quindi il soviet, una volta sconfitta e rovesciata l'amministrazione zarista nel novembre 1917, dovette affrontare l'opposizione degli ex alleati della Central'na Rada, composta da socialisti ucraini, risolutamente anti-bolscevichi, e quindi appoggiata dalle campagne e dai reparti composti da contadini, tanto che il potere sovietico, identificato come russo ed ebreo, venne abbattuto già in dicembre, dopo un tentativo di assicurarsi l'intero potere. Il 10 febbraio 1918 Pjatakov, in qualità di capo della Narbank, la nuova banca di proprietà pubblica sovietica frutto delle nazionalizzazioni di tutti gli istituti di credito, decise di non riconoscere il debito pubblico lasciato in eredità al nuovo potere sovietico dal regime zarista.

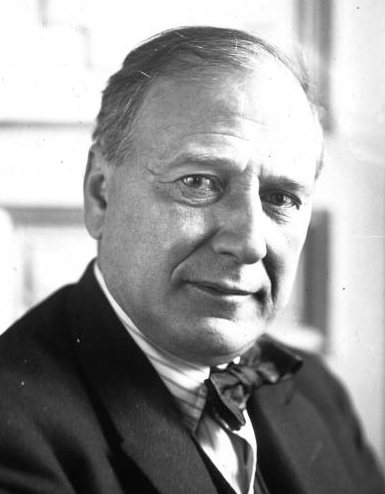
Christian Rakovskij (1924)

Tornato in Ucraina, dopo la caduta del regime filo-tedesco ucraino guidato dall'atamano Skoropads'kyj nell'autunno 1918, causata dalla sconfitta militare degli Imperi centrali, Pjatakov guidò i bolscevichi locali alla presa del potere a scapito del direttorio socialista ucraino che era alla guida della Repubblica Popolare Ucraina. Questo esecutivo era sostenuto dalle formazioni provenienti dalle rivolte nelle campagne contro le misure di requisizione forzata dei prodotti agricoli attuata dall'etmanato, e così, di fronte ai tentennamenti dei socialisti verso la riforma agraria, questi dunque appoggiarono nel gennaio 1919 un nuovo governo dei bolscevichi locali, che rivendicavano invece l'immediata spartizione delle terre fra i contadini. Pjatakov, tuttavia, fu presto rimosso dagli stessi compagni di Partito, specialmente quelli del Donbass, che gli preferirono come loro leader Christjan Rakovskij.

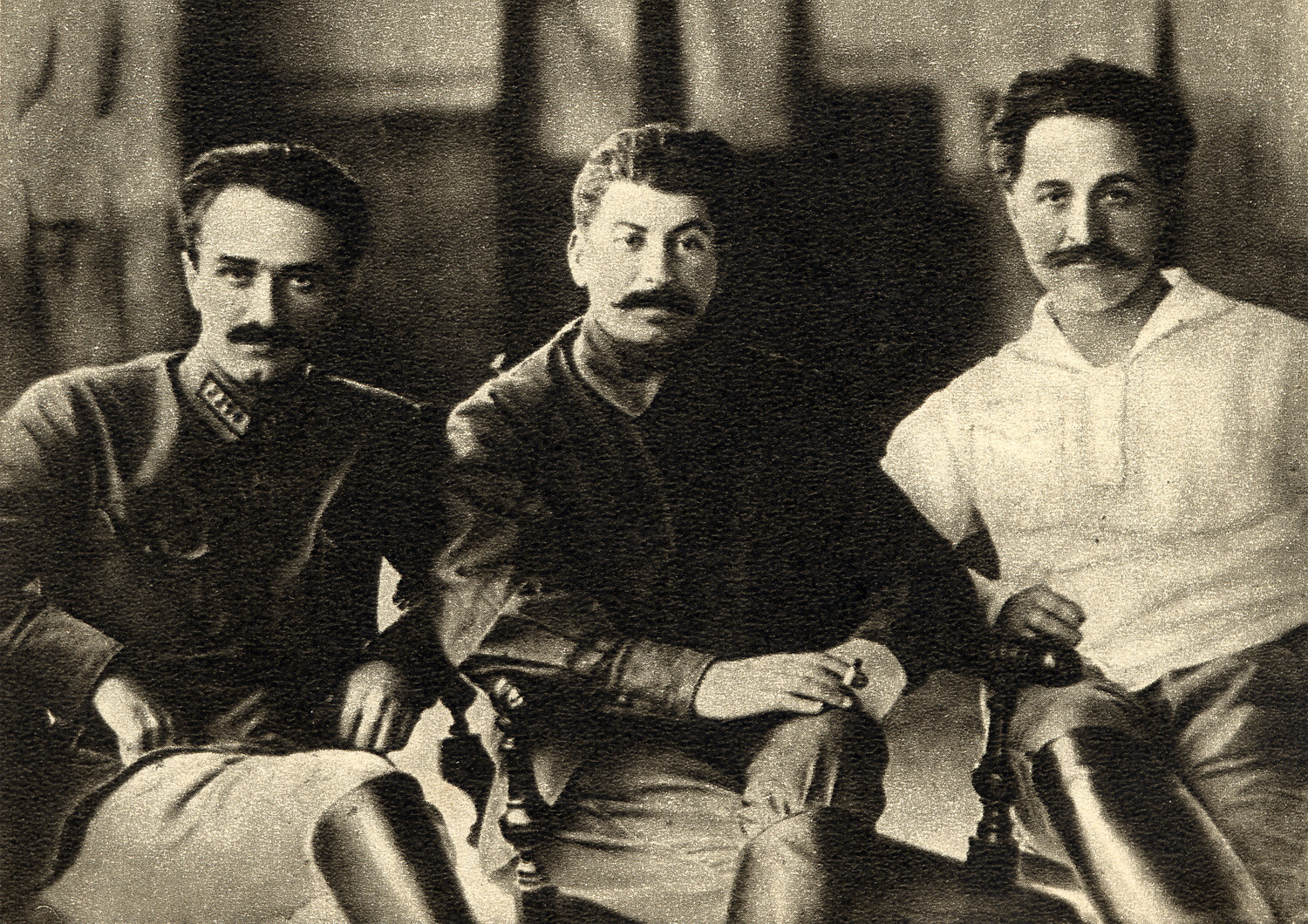
Ordžonikidze (a destra) accanto a Stalin e Mikojan (1925)

Abbandonato il fronte ucraino, Pjatakov aveva guidato i bolscevichi alla riconquista della regione del Donbass, ma fu rimosso dalla zona da Sergo Ordžonikidze per conto dell'Ufficio Politico all'inizio del 1922 per evitare che questi, fedele di Trockij, finisse per dare più potere alla sua fazione in seno al Partito. Critico verso le posizioni dell'ultimo Lenin, desideroso di giungere a un compromesso con le istanze espresse dalla popolazione rurale, fu fautore di un'azione del Partito totalmente svincolata dalle circostanze storiche, geografiche e sociali in cui i bolscevichi dovevano operare, onde per cui all'industrializzazione delle aree più remote del paese poteva essere utile anche utilizzare il lavoro forzato dei prigionieri degli insediamenti speciali gestiti dalla GPU.
Nel 1923, Pjatakov divenne vicepresidente del VSNCh, il Consiglio superiore dell'economia, guidato prima da Rykov e poi dal 1924 da Dzeržinskij. In virtù di tale posizione fu uno dei massimi sostenitori dell'accelerazione degli investimenti nell'ambito dell'industria pesante. Nello stesso anno fu uno tra i firmatari della Dichiarazione dei 46 rivolta al Comitato Centrale del Partito per denunciare il ruolo nefasto assunto dal Segretariato all'interno dell'apparato comunista. Membro dell'opposizione di sinistra verso Stalin, nell'ottobre del 1926, insieme ad altri compagni dello stesso orientamento, tra i quali Zinov'ev e Kamenev, fece atto di sottomissione al leader georgiano, denunciando le proprie "colpe".

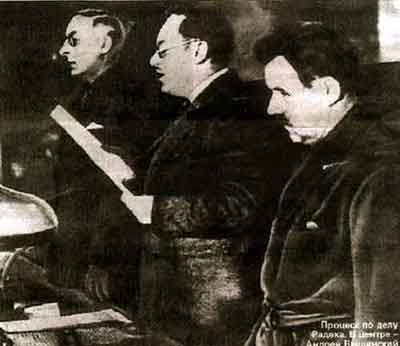
Vyšinskij (al centro), pubblico accusatore nel processo del 1937 contro Pjatakov e Radek

Al contrario di molti compagni più moderati, ma d'accordo con Stalin, fu favorevole alla vendita delle opere d'arte ereditate dai musei pre-rivoluzionari per finanziare l'industrializzazione del paese. Numerosi capolavori, tra cui tele di Raffaello e Rembrandt, furono venduti in Occidente a facoltosi collezionisti privati, tra cui Calouste Gulbenkian e poi Andrew William Mellon: molte delle opere acquistate da quest'ultimo si trovano attualmente nella National Gallery of Art di Washington.

Collaboratore di Sergo Ordžonikidze, accusato di trotskismo,

fu uno degli imputati principali, insieme con Karl Radek, del secondo processo pubblico delle grandi purghe, detto anche, dal numero degli imputati, "processo dei diciassette", celebrato a Mosca dal 23 al 29 gennaio 1937.
Il processo, che nei reseconti ufficiali venne definito "processo del centro antisovietico trotskista",
 fu diretto da Vasilij Ulrich (Andrej Vyšinskij rappresentò la pubblica accusa) e si concluse con tredici condanne capitali, tra le quali quella inflitta a Pjatakov, e quattro pene detentive. Nello specifico le accuse mosse a Pjatakov affermavano che egli avesse cospirato con Trockij e che fossero in contatto con il partito nazista, con l'intenzione di prendere il potere in Unione Sovietica rovesciando Stalin, promettendo in cambio ai tedeschi di concedere loro ampie porzioni del territorio sovietico. L'accusa affermò che Pjatakov, a tal proposito, si era segretamente incontrato con Trockij a Oslo in Norvegia. Tuttavia, successivamente si diffuse la notizia che l'aeroporto di Oslo negava l'arrivo di qualsiasi volo proveniente dall'estero all'epoca del presunto viaggio di Pjatakov. Nel giorno della sentenza, 30 gennaio 1937, una gran folla si radunò nella piazza Rossa per manifestare contro gli imputati, invocando l'esecuzione immediata della pene inflitte. I condannati furono poi riabilitati nel 1987. Pochi giorni dopo, il 18 febbraio dello stesso anno, Ordžonikidze, che si era opposto al processo ed alla condanna del suo collaboratore, fu trovato morto. Secondo la versione ufficiale morì per "paralisi cardiaca", in realtà per un colpo di arma da fuoco, probabilmente suicida.
Nel febbraio 1988, Michail Gorbačev promosse al Plenum del Comitato Centrale del PCUS la piena riabilitazione di Pjatakov assieme ai compagni Bucharin, Rykov e Rakovskij, ossia di coloro che figurarono nel processo di Mosca del marzo 1938, il cosiddetto "processo dei ventuno".